# 五里合村
五里合村（いりあいむら）は秋田県南秋田郡にあった村。現在の男鹿市北東部、五里合各町にあたる。

## 地理
- 海：日本海

## 歴史
- 1889年（明治22年）4月1日 - 町村制の施行により、箱井村、鮪川村、琴川村、神谷村、中石村の区域をもって発足。
- 1954年（昭和29年）3月31日 - 船川港町・脇本村・戸賀村・男鹿中村と合併して男鹿市が発足。同日五里合村廃止。